# Championnat international de France Professionnel
En el año 1930 la asociación francesa de tenistas profesionales (AFPT) organizó el primer torneo de tenistas profesionales con el nombre de Championnat International de France Professionnel (French Pro Championships). Se considera uno de los grandes torneos profesionales más prestigiosos del mundo junto con el United States Professional Tennis Championship y el Wembley Championship que se disputaron hasta la instauración de la era open en el circuito profesional, en el año 1968. 
Se celebró siempre sobre tierra batida en el Stade Roland Garros de París, excepto en las ediciones de 1963 a 1967 que se disputó en el Stade Pierre de Coubertin.

## Palmarés
| Año         | Vencedor          | Finalista       | Resultado               | Superficie    |              |
| ----------- | ----------------- | --------------- | ----------------------- | ------------- | ------------ |
| 1930        | Karel Koželuh     | Albert Burke    |                         | Tierra batida |              |
| 1931        | Martin Plaa       | Robert Ramillon |                         | Tierra batida |              |
| 1932        | Robert Ramillon   | Martin Plaa     |                         | Tierra batida |              |
| 1933        | Bill Tilden       | Henri Cochet    | 6−2, 6−4, 6−2           | Tierra batida |              |
| 1934        | Bill Tilden (2)   | Martin Plaa     | 6−2, 6−4, 7−5           | Tierra batida |              |
| 1935        | Ellsworth Vines   | Hans Nüsslein   | 10−8, 6−4, 3−6, 6−1     | Tierra batida |              |
| 1936        | Henri Cochet      | Robert Ramillon | 6−3, 6−1, 6−1           | Tierra batida |              |
| 1937        | Hans Nüsslein     | Henri Cochet    | 6−2, 8−6, 6−3           | Tierra batida |              |
| 1938        | Hans Nüsslein (2) | Bill Tilden     | 6−0, 6−1, 6−2           | Tierra batida |              |
| 1939        | Don Budge         | Ellsworth Vines | 6−2, 7−5, 6−3           | Tierra batida |              |
| 1940 − 1955 | No disputados     | No disputados   | No disputados           | No disputados |              |
| 1956        | Tony Trabert      | Pancho Gonzalez | 6–3, 4–6, 5–7, 8–6, 6–2 | Tierra batida |              |
| 1957        | No disputado      | No disputado    | No disputado            | No disputado  | No disputado |
| 1958        | Ken Rosewall      | Lew Hoad        | 3−6, 6−2, 6−4, 6−0      | Tierra batida |              |
| 1959        | Tony Trabert      | Frank Sedgman   | 6−4, 6−4, 6−4           | Tierra batida |              |
| 1960        | Ken Rosewall      | Lew Hoad        | 6−2, 2−6, 6−2, 6−1      | Tierra batida |              |
| 1961        | Ken Rosewall      | Pancho Gonzales | 2−6, 6−4, 6−3, 8−6      | Tierra batida |              |
| 1962        | Ken Rosewall      | Andrés Gimeno   | 3−6, 6−2, 7−5, 6−2      | Tierra batida |              |
| 1963        | Ken Rosewall      | Rod Laver       | 6−8, 6−4, 5−7, 6−3, 6−4 | Madera        |              |
| 1964        | Ken Rosewall      | Rod Laver       | 6−3, 7−5, 3−6, 6−3      | Madera        |              |
| 1965        | Ken Rosewall      | Rod Laver       | 6−3, 6−2, 6−4           | Madera        |              |
| 1966        | Ken Rosewall (8)  | Rod Laver       | 6−3, 6−2, 12−10         | Madera        |              |
| 1967        | Rod Laver         | Andrés Gimeno   | 6−4, 8−6, 4−6, 6−2      | Madera        |              |
| 1968        | Rod Laver (2)     | John Newcombe   | 6−2, 6−2, 6−3           | Tierra batida |              |

- Datos: Q194976